# Peregrina linearifolia
Peregrina linearifolia là một loài thực vật có hoa trong họ Malpighiaceae. Loài này được (A.St.-Hil.) W.R.Anderson mô tả khoa học đầu tiên năm 1985.